# Császári és Királyi 3. gróf Hadik András Huszárezred

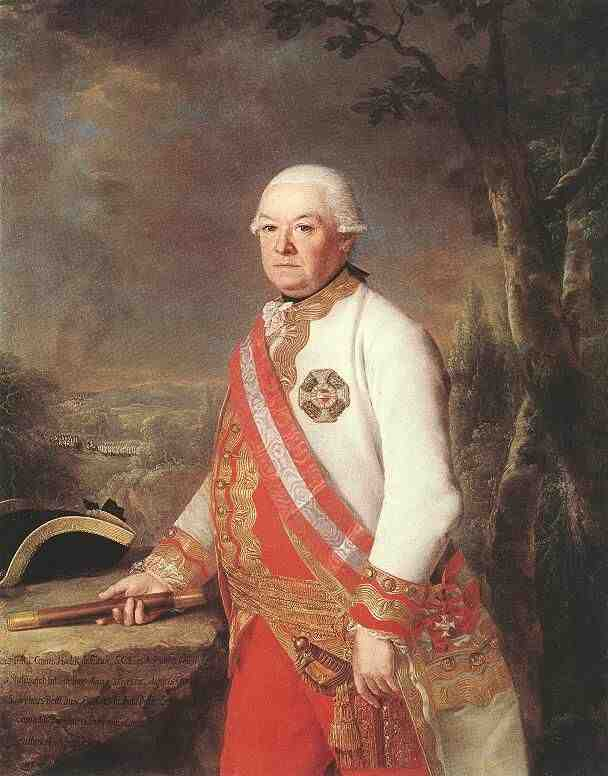
Gróf Hadik András

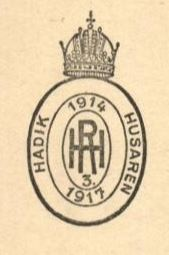
A Cs. és Kir. 3. Hadik-huszárezred címere 1917-ben

Az 3. "Hadik" Huszárezred a Habsburg Birodalom haderejének részét képező lovasságnak volt a huszárezrede. Az 1867-es Kiegyezést követően az úgynevezett Közös Hadsereg egysége volt, mely katonai alakulatként tevékenykedett az Osztrák–Magyar Monarchia 1918-as felbomlásáig.
Az ezredet 1702-ben Forgách Huszárezred néven állították fel. Ebből az alakulatból alakult ki a későbbi Császári és Királyi 3. gróf Hadik András Huszárezred.
Az ezred 1769-ben kapta az össz lovasságra vonatkozó 32. Lovassági Ezred megnevezést, de egészen 1798-ig az ezredtulajdonos nevén hívták az ezredet, akinek ekkor már nem feltétlen kellett a parancsnoknak is lennie.
Az 1798-as rendszer bevezetésével hivatalosan csak a sorszámot lehetett használni, de a gyakorlatban vegyesen használták a sorszámot az ezredtulajdonosi névvel történő megnevezést is.
1915-ben az összes ezred nevét megszüntették. Ezután az alakulat Császári és Királyi 3. Huszárezred néven szolgált. Ezt a gyakorlatban nem tudták kivitelezni, mivel a háború miatt bevezetett költségcsökkentés nem tette lehetővé új nyomtatványok és pecsétek készítését. Másfelől senki sem tartotta be szívesen ezt a parancsot és továbbra is "Hadik-Huszárezrednek" titulálták az ezredet.

## Története
A huszárezredet 1702. február 28-án alapította I. Lipót császár engedélyével Forgách Simon tábornok. Hadkiegészítési körzetének Győr vármegye, Komárom vármegye, Esztergom vármegye és Veszprém vármegye területét jelölték ki.
1705-ben a "Forgách Huszárezredet" a megszüntetett Gombos, Czungenberg (Czonkabeg) és Loósy huszárezredek legénységével töltötték fel.
- 1748-ban az ezredet a "Trips-Huszárezred" egy svadronjával megerősítették.
- 1768-ban egy újabb svadront rendeltek az ezredhez, ami az akkor megszüntetett Eszterházy Imre Huszárezred svadronja volt.
- 1769-ben az összlovassági 32-es számot kapta.
- 1775-ben az ezred átvette a megszüntetett Wurmser Huszárezred őrnagyi osztályát.
- 1798-ban egy osztályát át kellett adni az akkor felállított 7. Jászkun Huszárezrednek.
- 1849-ben az 1848-as forradalom és szabadságharcot követően az ezredet a sziléziai Troppauban újjászervezték.
- 1860-ban a 4. osztály a 2. Önkéntes Huszárezrednek átadásra került teljes legénységgel.

### Hadkiegészítő körzetek
Az ezredet a következő területekről egészítették ki:
- 1781-1830 Sopron
- 1853-1857 Nagyvárad és Szeged
- 1857-1867 Nagyvárad és Arad
- 1867-1878 Szeged és Szolnok
- 1878-1888 Nagybecskerek
- 1883-1889 Temesvár

## Békehelyőrségek
| I. | II. | III. |
| --- | --- | --- |
| - 1714–1716 svadrononként szétosztva Veszprém vármegye - 1718 svadrononként szétosztva egész Magyarországon - 1733–1734 svadrononként szétosztva Szilézia - 1735 svadrononként szétosztva Lombardia - 1736–1737 svadrononként szétosztva Bánát - 1739 Temesvár - 1740–1741 Pest - 1748 Szatmárnémeti - 1751 Nagyenyed - 1752 Fogaras - 1754–1756 Tokaj - 1763 Troppau és Bielitz - 1768 Sárospatak - 1772 Lemberg - 1774 Tarnów és Bochnia - 1777–1778 Szucsáva | - 1779 Wagstadt - 1785 Reichstadt - 1790 Gabel - 1792 Pardubitz - 1798 Sigmaringen, majd Csehország - 1801 Mór - 1804–1805 Radkersburg - 1806 Troppau, majd Gabel - 1807 Jitschin - 1808–1809 Troppau - 1810 Sárospatak - 1812–1813 Christianopol - 1814–1815 Troppau - 1820 Vicenza - 1824 Bécs - 1825 Lovasberény - 1826 Mór | - 1832 Kecskemét - 1836 Gyöngyös - 1842 Sárospatak - 1849 Troppau - 1851–1859 Brzezany - 1859–1860 Graz - 1868 Brandeis - 1871 Medgyes - 1876 Nagyszeben - 1891 Fehértemplom - 1892 Temesvár - 1894 Arad - 1904 Gródek Jagiellonski - 1911 Przemyśl - 1912 Törzs és két század Sopron / I. Huszárosztály / 1. Század + 2. Század. Nezsider / II. Huszárosztály Szentgyörgy |

## Ezred tulajdonos
- 1702 Gróf gímesi és gácsi gróf Forgách Simon tábornagy (Forgách Huszárezred)
- 1768 Herceg Eszterházy Imre lovassági tábornok (Eszterházy Huszárezred)
- 1704 Lehoczky Márton tábornagy (Lehoczky Huszárezred)
- 1792–1794 betöltetlen (Pardubitz Huszárezred)
- 1712 Báró Babocsay Pál tábornagy (Babocsay Huszárezred)
- 1714 Ferdinand Carl d´Éste főherceg tábornagy (d'Éste Huszárezred)
- 1727 Báró Dessewffy István altábornagy (Dessewffy Huszárezred)
- 1742 Báró majd 1749-től gróf Festetics József tábornagy (Tolnai Huszárezred)
- 1757 Gróf Széchenyi Antal tábornagy (Széchenyi Huszárezred)
- 1767 Báró Ujházy Ferenc Ferdinánd vezérőrnagy (Ujházy Huszárezred)
- 1798 Habsburg-Estei Ferdinánd főherceg (1848-ban 3. Ferdinánd-huszárezred)
- 1850 Károly Tivadar bajor királyi herceg (1866-ban lemondott az ezred tulajdonosi címéről)
- 1866 Franz Folliot de Crenneville altábornagy
- 1876–1900 Herceg Thurn und Taxis Imre lovassági tábornok,

### Ezred-parancsnokok
| I. | II. | III. |
| --- | --- | --- |
| - 1702 Gróf Forgách Simon ezredes, mint ezred tulajdonos - 1703 Gróf Csáky Tamás alezredes - 1704 Lehoczky Márton ezredes, mint ezred tulajdonos - 1711 Babócsay Pál alezredes - 1712 Babócsay Pál ezredes, mint ezred tulajdonos - 1721 Báró Dessewffy István ezredes - 1723 Franchicz Péter alezredes-ezredes - 1732 Pestvármegyey alezredes - 1733 báró Festetics József alezredes-ezredes - 1739 Gróüf dénesfalvai Cziráky László ezredes - 1742 Gróf Teleky Sámuel ezredes - 1747 Franz Schreger ezredes - 1754 Báró Luszinsky György ezredes - 1756 Carl Wilhelm Nauendorf ezredes - 1757 Báró Vécsey István ezredes - 1759 Báró Franz von Petrowsky ezredes | - 1763 Gróf Batthyány Fülöp ezredes - 1773 Báró miháldi Splényi Mihály ezredes - 1779 Pallásty József ezredes - 1784 Gróf Keglevich István ezredes - 1790 Dévay Pál ezredes - 1797 Franz Freiherr von Löpper ezredes - 1801 Andrássy János ezredes - 1804 Báró hajnácskői Vécsey Péter ezredes - 1809 Herceg Ferdinand zu Sachsen-Coburg ezredes - 1810 Báró Wesselényi István ezredes - 1813 Báró Gosztonyi József ezredes - 1820 Herceg Carl Auersperg ezredes - 1831 Johann von Zahn ezredes - 1836 Carl Otto ezredes - 1844 Leopold Graf Kolowrat-Krakowsky ezredes - 1849 Adolph Schönberger ezredes | - 1851 Johann Freiherr Jósika von Branyicska ezredes - 1858 Heinrich Rupprecht von Virtsolog ezredes - 1863 Julius Gradwohl ezredes - 1868 Johann Graf Attems ezredes - 1873 Eugen von Mehlem alezredes - 1873 Arthur Graf Lichtenberg-Mordaxt-Schneeberg ezredes - 1878 Galántai Galgóczy Tivadar alezredes-ezredes - 1884 Otto Ritter Görger von St. Jörgen ezredes - 1890 Ludwig Maxon de Róvid alezredes-ezredes - 1891 Joseph Gaudernak ezredes - 1895 Kaffka Ignác alezredes-ezredes - 1903 Peter Arnold ezredes - 1904 Lázár Frigyes ezredes - 1905 Peter Arnold ezredes - 1909 Johann Ostermuth ezredes - 1913 Friedrich Edler von Kirsch alezredes-ezredes |

## Hadműveletek
Spanyol örökösödési háború
- 1702-ben az ezred egészen a Rajna folyóig nyomult előre, és Landau megszállásában részt vett.
- 1703-ban biztosítási és járőrözési műveletekben vett részt.
- 1704 Harcok Baden tartományban, illetve Felső-Pfalzban.
- 1705 Harcok Bajorországban, és a sendlingi csatában aló részvétel.
- 1706 Aidenbachi csata.
- 1707 Freiburg és Landau megszállása. Járőr szolgálat a felső-rajna mentén. Csata Ellingennél Báró Babocsay Pál parancsnoksága alatt.
- 1708 Járőrszolgálat a Rajna mentén és Bajorországban. Harci cselekmény nem történt.
- 1709 Járőrszolgálat a Felső-Rajna mentén, rajtaütések Rumersheimnél.
- 1710/11 Járőrszolgálat a Rajna mentén és Bajorországban. Rajtaütések Erlebachnál és Lauterburgnál.
- 1712 A lauterburgi-vonal megtámadásában egy svadron részt vett.
- 1713 Landau elfoglalása és megszállása.

Velencei-osztrák-török háború
- 1716 Ütközet Carlowitznál és részvétel a péterváradi csatában, utána Temesvár megszállására rendelték ki.
- 1717 Belgrád megszállása és a dunai-híd biztosítása, A törökök üldözése, és Zwornik felderítése.
- 1734/35 Savoyai Jenő hadseregében való részvétel a Rajnánál.
- 1737 Báró Festetics József parancsnoksága alatt elfoglalták Bagna-Palánkot.

Orosz–osztrák–török háború
- 1738 Az ezred a fő hadsereg része volt, de harci cselekményben nem vett részt.
- 1739 A grockai csatában súlyos veszteségeket szenvedett az ezred, kb. 150 főt.

Osztrák örökösödési háború
- 1740 Részt vett a sziléziai és csehországi harcokban. Győztes csatát vívott Neuhausnál.
- 1741 Harcolt a tschaslaui csatában és a píseki rajtaütésben. Harcolt a pilseni csatában. Prága megszállására átvezényelték
- 1743 Báró Festetics József vezetésével az ezred a csehországi Eger blokádjában vett részt.
- 1744 Bevonulás Bajorországba, majd előrenyomulás a Rajnáig.
- 1745 Harcok a sziléziai Halberschwerdtnél.
- 1746/47 Járőrszolgálat a spanyos-németalföldön. Négy század átvezénylésre került Itáliába.
- 1756 Áthelyezés Csehországba.

Hétéves háború
- 1757-ben bevette Brandeis és részt vett a kolini csatában. Ezt követte a gothai csata.
- 1758 Harcok Bambergnél.
- 1759 Herzfeld elfoglalása. Harcok Ochsenfurtnál és Meißennél. Részvétel a maxeni csatában.
- 1760 Harcok Drezdánál és Kunzendorfnál. Részt vett a torgaui csatában.
- 1761 Járőrszolgálat Szászországban.
- 1762 Rajtaütés Meißenen, Pretschdorf megtámadása és a részt vett a freibergi csatában.

Bajor örökösödési háború
- 1778 Járőrszolgálat Sziléziában.
- 1779 Járőr-és biztosítási szolgálat.

Koalíciós háborúk
- 1792 Az ezred Csehországban állomásozott. Egy osztály Németalföldön harcolt Evrehaillem Assessenél és Cense de Vietnél.
- 1792 Az ezred többi osztályát és átvezényelték a Németalföldre. Harcok Champagnenál és Croix-au-Bloisnél. Az ezred egységei részt vettek a tirlemonti-, maubeugei-, templeuve-i, annapes lillei-, etreuxi-, mons-eu-pévellei- és cysoingi csatákban. Részt vett a neerwindeni csatában és Marchiennes elfoglalásában.
- 1793-ban a York-hadtest alá rendelték. Részt vett az absconi és vauxi csatában, ahol Löpper őrnagynagynak és osztályának sikerült nagymennyiségű ágyút lefoglalnia. Részt vett a landreciesi-, tournayi-, tourcoingi-, tongereni- és houtain-st.siméoni csatában.
- 1795 Járőr-és biztosítási szolgálat Mannheim erődje előtt.
- 1796 Járőr-és biztosítási szolgálat a Felső-Rajna vidékén. Harcok Scharmützelnél, Mündelheimnál, Appenweiernél, Oberkirchnél, Dillingennél, Neresheimnál, Friedbergnél és Biberachnál.
- 1797 Járőr-és biztosítási szolgálat a Felső-Rajna vidékén. Harcokra nem került sor.
- 1799 Harcok Ostrachnál, Stockachnál, Donaueschingennél és Alt-Breisachnál.
- 1800 Harcok a Felső-Rajna mentén. Harcok Breisachnál és Schliengennél, Wettenhausennél, Schwabmünchennél és Hohenlindennél.
- 1805 Áthelyezés Itáliába, ahol az ezred részt vett a castelvecchioi-, caldieroi-, villanovai- és san pietro-engúi csatákban.
- 1809-ben a németországban harcoló Osztrák Császári Hadsereg III. Hadtestje alá rendelték. Részt vett az eglofsheimi-, asperni- és a wagrami csatában.

Felszabadítási háborúk
- 1813-ban a csehországi hadsereg alá volt beosztva. Harcolt Drezdánál, Zeitznél,Chemnitznél, Penignél, és Liebertwolkowitznál. Részt vett a lipcsei csatában.
- 1814-ben a IV. Hadtest kötelékében az ezred hat százada Langresnél, Briennenál, Montereaunál, Fontaine-Guerinsnél, Arcis-sur-Aubenál és Fére-Champenoisenél harcolt.
- 1815 Csaták a franciaországi Dannemarienál és Belfortnál.

Risorgimento
- 1821-ben az ezred biztosítási műveletekben vett részt Itáliában. Egy osztály Nápoly térségében, a második pedig Piemontnál.

1848–49-es forradalom és szabadságharc
- 1848-1849-ben a huszárezred részt vett a császári hadsereg elleni forradalomban és szabadságharcban.
- 1849-ben az ezredet újjá szervezik.

Szárd–francia–osztrák háború
- 1859. június hónap közepén az ezred részt vett a solferinói csatában.

Porosz–osztrák–olasz háború
- 1866-ban Itáliában harcolt az ún. déli hadsereg állományában részt vett a custozzai csatában. Egy század Verona megszállásában vett részt.

Első világháború
- A huszárezred eleinte ezred kötelékben harcolt, majd hadosztály közvetlen huszárosztályként felosztva. A háború vége felé gyalogosként vetették be az ezredet. Majd 1918-ban a felszámolták a győztes hatalmak nyomására.

## Megszüntetése
1918 őszén az Osztrák-Magyar Monarchia felbomlását követően Magyarország kikiáltotta függetlenségét. A frontokon harcoló alakulatokat haza szállították és a fegyverszüneti egyezmény értelmében felszámolták őket. Ez a sors jutott a nagy múltú Császári és Királyi 3. gróf Hadik András Huszárezred számára is. A hivatalos források szerint viszont a Császári és Királyi Hadügyminisztérium alá tartozott és mivel Magyarország függetlenné vált, nem hívhatta volna haza a többnyire magyar sorállománnyal rendelkező ezredet, hogy megszüntethesse. Ezt csak is a K.u.K. Hadügyminisztérium tehette volna meg. Nem tudni pontosan, hogy ez valaha meg is történt-e.

## 1914. júliusi alárendeltségi állapot

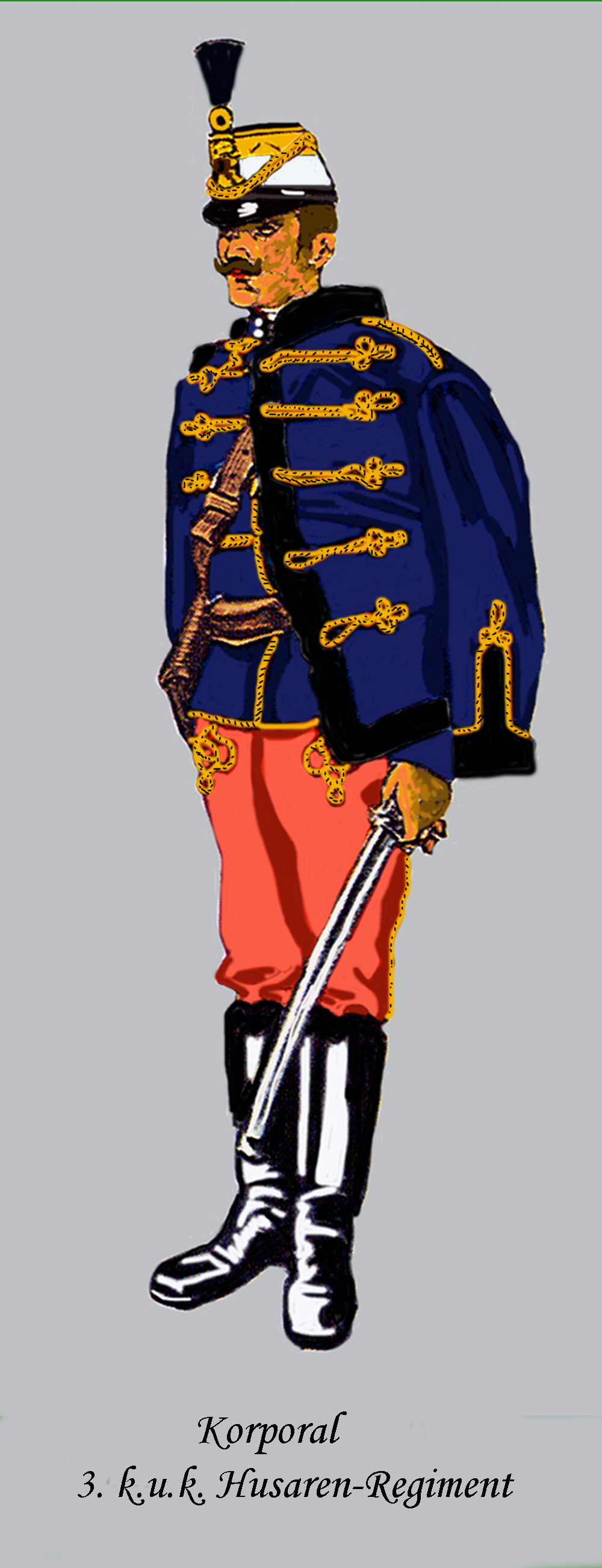
A 3. Huszárezred tizedese téli ruházatban

VII. Hadtest – 2. Lovassági Hadosztály – 16. Lovasdandár
Nemzetiség: 68% magyar – 32% egyéb
Ezredparancsnok: Viktor von Mouillard ezredes
Ezredvezénylő nyelv: magyar
Egyenruha: sötétkék atilla aranyozott gombokkal és fehér csákó takaróval

## Szervezete
A XVIII. századi folyamatos hadseregreformok során a lovasságnál az ezredeket négy osztályra, ezen belül nyolc svadronra tagolták. Kialakítottak egy tartalék svadront is 186 fővel, elsősorban az újoncok kiképzésére. Az addigi 2 század = lovassági szervezést felváltotta az immár 2 svadron = divízió szervezés. Vagyis a lovasságnál eltüntették az addig a gyalogságtól átvett kompánia (század) megnevezést és a lovassági század svadron nevet nyert, míg az addigi kétszázadnyi harcászati egység, a svadron új megnevezése divízió (osztály) lett. Szabályozták az ezredlétszámokat, a zászlók alakját, az egyenruha formáját, de a szín ezredről ezredre változott. A fegyverzet továbbra is kard, két pár pisztoly, később rövid karabély. A vezényleti nyelv német maradt, de a nem magyar származású ezredtulajdonosok, illetve ezredparancsnokok döntő többsége – tekintettel, hogy huszárjaikkal magyarul tudjanak beszélni – megtanulták a nyelvet, ha törve is, de megértették magukat.
1860-tól az ezred 2 osztályból állt, ami továbbá három-három századból. Így került bevetésre az első világháborúban.
Az egyes osztályokat a vezetőjükről nevezték el:
- az 1. osztály volt az ezredesi-osztály
- a 2. osztály volt az alezredesi-osztály
- a 3. osztály volt az 1. őrnagyi-osztály
- a 3. osztály volt a 2. őrnagyi-osztály

1798-ig az ezredeket tulajdonosuk neve szerint hívták, akiknek ténylegesen vezetniük is kellett az alakulataikat. Minden tulajdonos váltással az ezred új nevet kapott. 1798-at követően hivatalosan csak számozással illették az alakulatokat, de bizonyos esetben, illetve beszédben az éppen aktuális ezred tulajdonos nevén nevezték.
Pont ezek miatt az állandó átnevezések kapcsán nehezen követhető az osztrák-magyar huszárezredek története.

## Utóélete
Az első világháború után a Magyar Királyi Honvédség megalakította a Magyar Királyi 4. gróf Hadik András Huszárezredet, ami egészen a második világháború végéig létezett.

## Fordítás
- Ez a szócikk részben vagy egészben az K.u.k. Husaren-Regiment „Graf von Hadik“ Nr. 3 című német Wikipédia-szócikk ezen változatának fordításán alapul.  Az eredeti cikk szerkesztőit annak laptörténete sorolja fel. Ez a jelzés csupán a megfogalmazás eredetét és a szerzői jogokat jelzi, nem szolgál a cikkben szereplő információk forrásmegjelöléseként.